# Sint-Theresiakerk (Lennisheuvel)
De Sint-Theresiakerk is een kerkgebouw in de tot de Nederlandse gemeente Boxtel behorende plaats Lennisheuvel, gelegen aan de Lennisheuvel 50. De kerk is gewijd aan Theresia van Lisieux, die in 1925 werd heilig verklaard, een jaar voor de bouw van de kerk.

## Geschiedenis
De parochie werd gesticht in 1926, en in hetzelfde jaar werd de kerk gebouwd. Achter de kerk bevindt zich een begraafplaats. Feitelijk was de kerk de eerste voorziening in deze kern. Een -eveneens naar Theresia vernoemde- school kwam tot stand in 1930. Basisvoorzieningen als elektriciteit, waterleiding, gas en riolering kwamen (soms veel) later.
De kerk werd ontworpen door Hubert van Groenendael en zijn zoon, H.F.M. van Groenendael. Het is een eenbeukig bakstenen kerkgebouw met naastgebouwde toren, gedekt door een tentdak. De ruime, eenbeukige kerk is voorzien van een roosvenster boven de ingang, twee dagkapellen, respectievelijk gewijd aan Onze-Lieve-Vrouw en aan Theresia.